# Красные Прологи
Красные Проло́ги — деревня в Большеврудском сельском поселении Волосовского района Ленинградской области.

## История
Согласно карте Санкт-Петербургской губернии 1860 года на месте деревни Красные Прологи располагался Кирпичный завод.
На военно-топографической карте 1915 года на месте современной деревни обозначен Посёлок.
Согласно данным переписи населения СССР 1926 года в посёлке Прологи Молосковицкого сельсовета Молосковицкой волости Кингисеппского уезда проживали 50 человек, большинство финны, а также русские и эстонцы.

План деревни Красные Прологи. 1938 год

Согласно топографической карте 1938 года на месте современной деревни находился посёлок Прологи, который насчитывал 17 крестьянских дворов.
По данным 1966 года деревня Красные Прологи находилась в составе Молосковицкого сельсовета.
По административным данным 1973 и 1990 годов деревня Красные Прологи входила в состав Врудского сельсовета с административным центром в посёлке Вруда.
В 1997 году в деревне Красные Прологи Врудской волости проживали 2 человека, в 2002 году — 7 человек (все русские).
В 2007 году в деревне Красные Прологи Большеврудского СП — 6 человек.

## География
Деревня расположена в центральной части района на автодороге 41К-045 (Большая Вруда — Овинцево).
Расстояние до административного центра поселения — 9 км.
Расстояние до ближайшей железнодорожной станции Молосковицы — 11 км.

## Демография
| 2002 | 2007 | 2010 | 2017 |
| ---- | ---- | ---- | ---- |
| 7    | ↘6   | →6   | →6   |

### Национальный состав
Согласно данным Всероссийской переписи населения 2021 года в деревне проживали 8 человек, из них:
 русские — 7, украинцы — 1 человек.